# 貴船町 (春日井市)
貴船町（きぶねちょう）は愛知県春日井市中南部にある町名。丁番を持たない単独町名である。

## 地理
- 南部を割塚町･小木田町、北部を関田町、西部を中央通と隣接している。

### 河川
- 地蔵川 ： 町の南部を東西に西流する。

## 世帯数と人口
2019年（平成31年）4月1日現在の世帯数と人口は以下の通りである。
| 町丁   | 世帯数  | 人口  |
| ------ | ------- | ----- |
| 貴船町 | 229世帯 | 496人 |

### 人口の変遷
国勢調査による人口の推移
| 1995年（平成7年）  | 431人 | [ 5 ] |  |
| 2000年（平成12年） | 433人 | [ 6 ] |  |
| 2005年（平成17年） | 399人 | [ 7 ] |  |
| 2010年（平成22年） | 479人 | [ 8 ] |  |
| 2015年（平成27年） | 498人 | [ 9 ] |  |

## 学区
市立小・中学校に通う場合、学区は以下の通りとなる。また、公立高等学校に通う場合の学区は以下の通りとなる。
| 番・番地等 | 小学校               | 中学校               | 高等学校 |
| ---------- | -------------------- | -------------------- | -------- |
| 全域       | 春日井市立篠原小学校 | 春日井市立東部中学校 | 尾張学区 |

## 交通

### 最寄り駅
- JR東海中央本線 春日井駅

### 道路
- 愛知県道75号春日井長久手線 ： 町の北部を東西に通っている。

## 名所
- 貴船神社

## 施設
- 企業
  - ナフコトミダ 貴船店（建て替えによりT-ONE店から改名した）
  - 東濃信用金庫 春日井支店

- その他
  - 春日井市立貴船保育園

## その他

### 日本郵便
- 郵便番号 : 486-0826[3]（集配局：春日井郵便局[12]）。